# Chomętowo (powiat świdwiński)
Chomętowo (niem. Gumtow) – wieś w Polsce położona w województwie zachodniopomorskim, w powiecie świdwińskim, w gminie Brzeżno.

## Historia
Odkrycia archeologiczne wykazały, że już w epoce kamienia rozwijało się tu osadnictwo. 
W 1337 roku wieś została wzmiankowana w Landbuch, znajdował się tu wtedy majątek o powierzchni 20 łanów, który na prawie rycerskim był własnością rodu von Elbe. 
W 1545 roku sołtysem wsi został Asmus Raddüntzen.